# Christian Schibsted

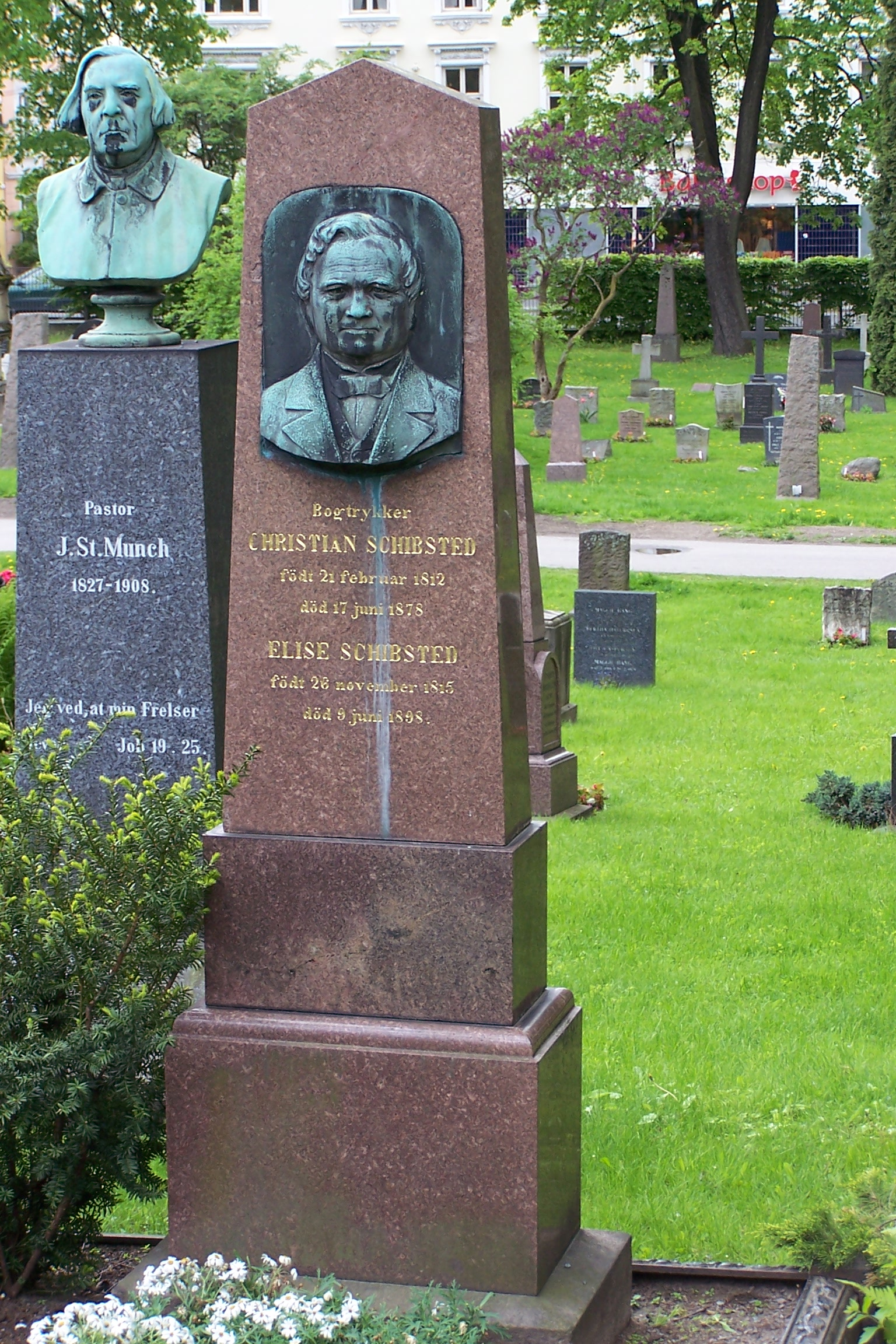
Grab Christian Schibsteds in Oslo

Christian Schibsted (* 21. Februar 1812 in Christiania; † 17. Juni 1878) war ein norwegischer Verleger.
Er hat den Schibsted Forlag (Schibsted-Verlag) 1839 gegründet und seit 1860 die Osloer Tageszeitung Aftenposten (bis 1861 als Christiania Adresseblad) herausgegeben.